# Oskar Lüthy

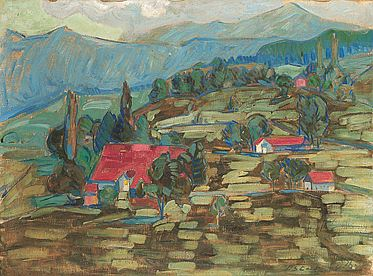
Paisaje con casas y árboles

Oskar Wilhelm Lüthy (Berna, 26 de junio de 1882 - Zürich, 1 de octubre de 1945) fue un pintor suizo, adscrito al expresionismo. 
Estudió en la Escuela de Artes Aplicadas y Arquitectura de Berna (Kunstgewerbeschule Bern Architektur), y vivió de 1903 a 1907 en el cantón de Valais, donde se inició en la pintura como autodidacta, pintando al aire libre. Tomó clases privadas de pintura en Múnich con Hans Lietzmann, donde entró en contacto con la pintura religiosa. En 1911 fundó con Jean Arp y Walter Helbig en Weggis el grupo de artistas Der moderne Bund, con el que participó en tres exposiciones, hasta 1913. Después de estudiar en Italia y en París, se estableció en Zürich.
De 1918 a 1920 participó en las exposiciones del grupo de artistas fundado en Basilea Das Neue Leben. En 1920 firmó el Manifiesto dadaísta. A través de su amistad con el pintor Otto Meyer-Amden se volvió cada vez más hacia la antroposofía y la mística cristiana. En 1925 el Stadtmuseum de Dresde compró su pintura Madonna. Esta obra fue confiscada por los nazis y mostrada en la exposición Arte degenerado, donde se expuso junto con imágenes de Karl Schmidt-Rottluff y Emil Nolde. Su destino aún se desconoce. Posteriormente, en Suiza recibió muchos encargos de instituciones religiosas, siendo su última gran obra el retablo de la Christuskirche en Oerlikon (1941-1942). 